# Schoolwandkaart

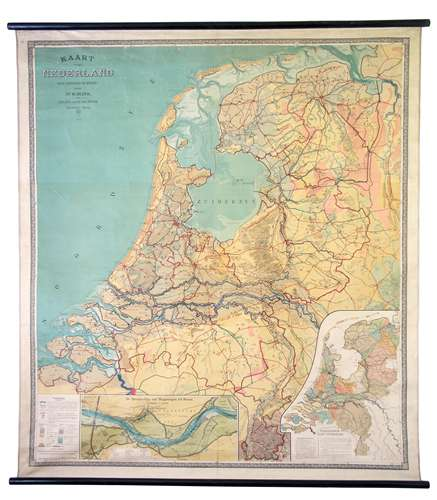
Kaart van Nederland voor schoolgebruik bewerkt, van H. Blink uitgegeven door H. ten Brink te Meppel (eerste druk, 1894).

Een schoolwandkaart is een landkaart van groot formaat, bestemd om aan de muur te hangen en speciaal bedoeld voor het klassikaal onderwijs. Dit soort kaarten kan door een grotere groep en van een zekere afstand gelezen worden. Overal in de wereld hebben uitgevers schoolwandkaarten uitgegeven.

## Nederland
In het Nederlandse onderwijs zijn schoolwandkaarten van Nederland en de rest van de wereld zeer intensief gebruikt. In de 19de en 20ste eeuw werden grote aantallen ontworpen en geproduceerd.
De termen schoolkaart en schoolplaat worden ten onrechte vaak met elkaar verward.

### Geschiedenis
Eerst vanaf de tweede helft van de 18e eeuw werd er enige aandacht besteed aan het aardrijkskundeonderwijs in Nederland, vooral in het particuliere onderwijs voor de gegoede burgerstand.
In 1820 gaf de Maatschappij tot Nut van 't Algemeen een kleine wereldkaart in twee halfronden van C. van Baarsel en W.C. van Baarsel uit, die de eerste Nederlandse schoolwandkaart genoemd kan worden. De oprichting van het Nederlandsch Onderwijzers-Genootschap (N.O.G.) in 1842 heeft een belangrijke rol gespeeld bij het ontwikkelen en uitgeven van schoolwandkaarten. Een groot aantal ervan is uitgegeven naar aanleiding van prijsvragen van het N.O.G.
Schoolwandkaarten raakten in de loop van de tweede helft van de 19e eeuw ingeburgerd in het onderwijs. Door de grote belangstelling in de jaren 1850 en 1860 voor vreemde landen en volken werd het bijbrengen van aardrijkskundige kennis steeds noodzakelijker geacht. Dit kwam tot uiting in de wet op het lager onderwijs van 1857, waarbij aardrijkskunde een verplicht vak werd. Daarnaast werd in 1863 de H.B.S. ingevoerd. De vraag naar aardrijkskundige leermiddelen nam daardoor sterk toe. In de periode 1850-1890 verschenen er circa 129 nieuwe schoolwandkaarten op de markt, gemiddeld ruim drie per jaar.
Er zijn verschillende onderling samenhangende factoren te noemen die het verschijnen van de schoolwandkaart in de eerste decennia van de 19de eeuw kan verklaren:
- Het wereldbeeld werd groter, onder meer door de vele ontdekkingsreizen;
- De geografie kwam op als zelfstandige wetenschap met als pioniers Alexander von Humboldt, Carl Ritter en Heinrich Berghaus;
- Er werd steeds meer belang gehecht aan 'aanschouwingsonderwijs', waardoor aardrijkskunde werd omgevormd van een 'leesvak' naar een 'zaakvak';
- In de wet op het lager onderwijs van 1806 werd aardrijkskunde als facultatief vak toegelaten, met als gevolg dat er meer aardrijkskundige leerboekjes verschenen en het vak aandacht kreeg in onderwijstijdschriften;
- Scholen gaven steeds meer klassikaal les, waardoor behoefte ontstond aan klassikale leermiddelen.

### Uitgevers
Rond 1900 hadden zeven uitgevers een specialisatie gemaakt van schoolwandkaarten: de drie grote schooluitgevers J.B. Wolters, P. Noordhoff en W.J. Thieme & Cie en de vier wat kleinere uitgevers: H. ten Brink, De Erven J.J. Tijl, W.E.J. Tjeenk Willink en Joh. Ykema. Rond 1970 werd Wolters-Noordhoff uiteindelijk de grootste uitgever van schoolwandkaarten en atlassen in Nederland.

### Blinde kaarten
Het destijds wijdverbreide gebruik van blinde kaarten (kaarten zonder namen) op scholen had in eerste instantie een didactische reden, zo kon men namelijk de lesstof klassikaal overhoren. Andere redenen waren dat er een duidelijker landschapsbeeld kon worden verkregen door het weglaten van de namen en dat de blinde kaarten goedkoper geproduceerd konden worden.

### Thema's
Natuurkundig of staatkundig ingedeelde schoolwandkaarten zijn meestal overzichtskaarten. Op dergelijke kaarten wordt de topografie van een groot gebied sterk vereenvoudigd weergegeven. Als in een schoolwandkaart, of algemener in een kaart, niet de topografie centraal staat, maar de geografische verspreiding van één of meerdere verschijnselen, dan is er sprake van een thematische wandkaart. Een voorbeeld hiervan is de Wandkaart katholiek Nederland van Van Luyn, die als thema de verspreiding van het katholieke geloof in Nederland heeft. Als het onderwerp van een thematische kaart tot het verleden behoort, gaat het om een historische of geschiedkundige kaart. Overigens is de schoolwandkaart voor thematische cartografie eigenlijk minder geschikt.
Op Nederlandse schoolwandkaarten komen drie onderwerpen het meest voor: Nederland, Europa en de wereld. Tot circa 1950 kan daar nog als vierde aan worden toegevoegd: Nederlands Oost-Indië (al of niet met een grote inzet of bijkaart van Java). Na de onafhankelijkheid van Indonesië kwam er meer aandacht voor Nederlands West-Indië (Suriname en de Nederlandse Antillen).

### Kaartauteurs
Uitgevers van kaarten werken tegenwoordig met professionele cartografische afdelingen. Aanvankelijk waren het echter vooral gedreven onderwijzers of leraren die zelf in hun vrije tijd kaarten begonnen te vervaardigen, omdat ze daar in hun school behoefte aan hadden. Ze waren niet zelden ontevreden over het bestaande aanbod en ontwikkelden hun eigen methoden.
Belangrijke pioniers in de schoolcartografie waren:
- Roelof Schuiling, die als een van de nestors van de Nederlandse geografie kan worden beschouwd. Hij maakte voor uitgeverij Thieme de Schoolkaart van Insulinde (1898), die een duidelijk overzicht geeft van de 19de-eeuwse kartering van Nederlands-Indië.
- Klaas Zeeman, een leerling van Roelof Schuiling. Hij had uitgesproken opvattingen over het aardrijkskundeonderwijs, die hebben bijgedragen aan het inzichtelijker maken ervan. Zeeman is een van de weinige auteurs die zowel voor Wolters als voor Noordhoff heeft gewerkt. Hij bewerkte onder meer vele kaarten van Pieter Roelf Bos voor uitgever Noordhoff en van Roelf Noordhoff voor uitgever Wolters.
- Gerrit Prop, jarenlang hoofd van de openbare lagere school in Lochem. Van zijn hand verschenen rond 1910 een schoolkaart en een atlas van Nederland. In 1975 verscheen deze atlas in een 74ste druk. Prop stelde de volgende eisen aan een schoolkaart: 'sober en duidelijk, mooie kleuren en goed getekend'.
- Anton Albert Beekman. Deze oud-militair en wiskundeleraar produceerde tot op hoge leeftijd wetenschappelijke en populaire werken op het gebied van onder meer schoolaardrijkskunde, hydrografie, waterstaat, waterschapsrecht en bodemkunde. Op zijn schoolwandkaart van Nederland wordt de hydrografie op een opvallende en vernieuwende wijze weergegeven: de wateren in open verbinding met de zee zijn met blauw aangegeven, de andere wateren met zwart.
- Hendrik Blink, een landbouwer die tot hoogleraar in de economische geografie was opgeklommen. Hij maakte een grote, invloedrijke schoolwandkaart van Nederland, waarmee hij probeerde Beekman te overtreffen.
- "Frater Rafaël" van het R.K. Jongensweeshuis in Tilburg. Hij maakte een serie schoolwandkaarten die in bijna alle katholieke scholen van Nederland hingen. Van zijn hand zijn onder meer tekenatlaskaarten en schoolwandkaarten van Nederland, Europa, Palestina en Noord-Brabant.
- Wijbren Bakker en Harmannus Rusch, twee onderwijzers die vanaf 1939 samen aan hun uitgebreide aardrijkskundemethode werkten voor uitgeverij Dijkstra. Zij maakten kleurrijke, geïllustreerde wandkaarten, atlassen en leerboekjes. Hun kaarten bevatten voor het eerst in de geschiedenis van de Nederlandse schoolcartografie een groot aantal kleine, aantrekkelijke illustraties ('plaatjes') als symbolen voor diverse economische activiteiten. Bakker en Rusch stelden dat kinderen sterk visueel zijn gericht en dat plaatjes kinderen helpen te begrijpen en te onthouden.